# Радованович, Ваня
Ваня Радованович (черног. Vanja Radovanović/Вања Радовановић; род. 28 октября 1982, Белград, Югославия) — черногорский музыкант, певец и автор песен. Он представил Черногорию на конкурсе песни Евровидение-2018 с песней «Inje» во второй половине второго полуфинала (10 мая 2018 года).

## Биография
Родился 28 октября 1982 года в Белграде. Начал свою карьеру в 2004 году, впервые публично выступив на музыкальном фестивале в Будве, тогда он получил награду за лучший дебют фестиваля с песней «Dripac» с авторской музыкой и текстом. Он участвовал в этом же фестивале в 2005 году с авторской песней «The Wings of Lead». В том же году он также выступал на Радиофестивале Сербии, также как полноценный автор, с песней «Izvini ne menja ljude», за которую он получил первое место. Он продолжил свою карьеру на конкурсе «Beovizija» в 2006 году, когда он представился с номером «Kad me jednom za te ne bude».
После участия в фестивалях в конце 2007 года он выпустил сингл «Talk with touch».